# They Bought a Boat
They Bought a Boat é um curta-metragem de comédia mudo norte-americano com o ator cômico Oliver Hardy, dirigido por Arthur Hotaling em 1914.